# Ausverkauf
Unter Ausverkauf versteht man im Handel einen vollständigen Abverkauf aller verfügbaren Waren wegen Aufgabe eines Gewerbebetriebes unter meist hohen Preisnachlässen. Der Begriff wird auch als Metapher verwendet.

## Allgemeines
Als Sonderveranstaltungen gelten im Einzelhandel neben dem Ausverkauf auch der Räumungsverkauf und der Saisonschlussverkauf. Sie alle sind durch erhebliche Preisnachlässe gekennzeichnet, die einen Abverkauf beschleunigen sollen, um den Lagerraum vollständig zu räumen.

## Rechtsfragen
Im Interesse des Verbraucherschutzes gab es im deutschen Wettbewerbsrecht bis Juni 2004 eine gesetzliche Regelung des Ausverkaufs in den §§ 7 bis 10 UWG a. F. Bei einem Ausverkauf handelte es sich gemäß § 7 UWG a. F. um eine Räumung des Lagers wegen völliger Aufgabe des Warenverkaufs, der 14 Tage vorher bei der zuständigen Industrie- und Handelskammer anzuzeigen war. Diese Regelung ist ersatzlos entfallen. Die heutige Regelung findet sich unten.

## Werbe- und Wettbewerbsrecht
Die Ankündigung eines Ausverkaufs ist ein Anreiz für Schnäppchenjäger zum Besuch des Geschäftes. Zur Vermeidung eines Missbrauchs des Instrumentes des Ausverkaufs, indem ein Ausverkauf zur Verkaufsförderung beworben wird, das Geschäft aber dennoch (ggf. unter anderem Namen) weitergeführt wird, bestehen in einigen Ländern gesetzliche Beschränkungen meist innerhalb des Wettbewerbsrechts. Geregelt sind typischerweise Dauer des Ausverkaufs und Mindestangaben in der Werbung. Verkauft werden dürfen nur Waren, die zum Zeitpunkt des Antrags vorhanden oder verbindlich bestellt waren.

### Belgien
Ausverkäufe (französisch ventes de liquidation; niederländisch uitverkopen) sind nur bei (teilweiser oder vollständiger) Aufgabe eines Geschäftsbetriebes, bei umfangreichen Renovierungen oder Umzug des Ladenlokals möglich. Die Dauer des Ausverkaufs darf drei Monate nicht überschreiten. Bei einer Werbung mit einem Ausverkauf müssen die Waren günstiger als üblich angeboten werden und dieses auch entsprechend gekennzeichnet werden. Hierbei ist ausnahmsweise auch ein Verkauf unter Einstandspreis erlaubt. Ausverkäufe sind genehmigungspflichtig. Ein Verstoß gegen diese Regelungen kann zu zivilrechtlichen Unterlassungs- und Schadensersatzansprüchen führen und ist strafrechtlich relevant. Rechtsgrundlage für Ausverkaufe sind die Art. 46 bis 48 LPC/WHP.

### Dänemark
In Dänemark ist die Werbung mit einem Ausverkauf nur zulässig, wenn tatsächlich ein Ausverkauf stattfindet (der Kunde hat das Recht, einen Nachweis darüber zu verlangen), die angebotenen Waren tatsächlicher günstiger angeboten werden und alter und neuer Preis angegeben werden. Rechtsgrundlage ist das dänische Gesetz über Marketingpraktiken.

### Deutschland
In Deutschland ist in Nr. 15 des Anhangs zu § 3 Abs. 3 UWG „die unwahre Angabe, der Unternehmer werde demnächst sein Geschäft aufgeben oder seine Geschäftsräume verlegen“ eine unzulässige geschäftliche Handlung. Der Unternehmer darf mithin nicht wahrheitswidrig einen Ausverkauf ankündigen, wenn es hierzu keinen Anlass gibt. Ebenso ist es nicht gestattet, ein Geschäft eigens mit dem Ziel zu eröffnen, es bereits nach kurzer Zeit wieder zu schließen und dabei einen Ausverkauf mit entsprechenden Rabatten zu veranstalten. Ebenso darf beim Ausverkauf nur der tatsächliche Lagerbestand veräußert werden, der Einkauf neuer Ware nur im Hinblick auf den Ausverkauf ist nicht gestattet. 
Der Ausverkauf unterscheidet sich von einem Räumungsverkauf wegen vorübergehendem vollständigen Lagerumschlag, bei dem es nach Ablauf des Schließungsgrundes zur Wiedereröffnung kommt.

### Finnland
In Finnland wird unterschieden zwischen dem Ausverkauf von einzelnen Waren(gruppen) und der Schließung des ganzen Geschäftes. Im ersten Fall ist der Ausverkauf auf zwei Monate, im zweiten auf sechs Monate begrenzt. Weitere Gründe für einen Ausverkauf können Feuer- oder Wasserschäden, Renovierungsbedarfe oder ähnliches sein. Der Grund des Ausverkaufs ist ebenso in der Werbung anzugeben wie die Produkte, die rabattiert angeboten werden.

### Frankreich
In Frankreich bedürfen Ausverkäufe (französisch liquidation) der Zustimmung des lokalen Bürgermeisters. Die zu verkaufende Ware muss der Anbieter seit mindestens drei Monaten im Angebot haben. Für den Schlussverkauf (französisch soldes), also den Ausverkauf einzelner Warengruppen bestehen vergleichbare Regelungen. Saisonschlussverkäufe und „dauernde Ausverkäufe“ (das sind Ausverkäufe in Geschäften, die kontinuierlich Restposten rabattiert anbieten) sind von der Genehmigungspflicht ausgenommen.

### Großbritannien
Im Vereinigten Königreich bestehen keine ausdrücklichen Regelungen des Ausverkaufs. Zur Anwendung kommen Regelungen des „Consumer protection acts 1987“. Danach ist es strafbar, wenn mit einem zeitlich befristeten Ausverkauf geworben wird, dieser jedoch über den in der Werbung genannten Zeitpunkt fortgeführt wird. Auch müssen die reduzierten Waren 28 aufeinanderfolgende Tage in den letzten 6 Monaten vor der Preissenkung zum alten Preis angeboten worden sein.

### Österreich
Ein Ausverkauf ist in Österreich außerhalb der „Sperrfrist“ nur zulässig, wenn die Zulassung als Gewerbebetrieb endet, und in vielen Fällen ist es oft in Zusammenhang mit Insolvenz, Bankrott oder Weggang des Unternehmens in einen anderen Zuständigkeitsbereich des jeweiligen Gewerbes (Standortwechsel). Er ist auf wenige Tage, gemäß UWG maximal jedoch auf ein halbes Jahr – zeitlich zu beschränken. Hier dürfen höhere Rabatte gegeben werden als im Allgemeinen sonst üblich.

## Metapher
Ausverkauf wird vielfach als Metapher verwendet. Ausverkauf bezeichnet an der Börse zudem den letzten Kurssturz in einer Baisse, bei der Verkaufsentscheidungen im Rahmen eines Herdenverhaltens getroffen werden. Im allgemeinen Sprachgebrauch wird Ausverkauf im Sinne von Verschleuderung von Vermögen oder Verkauf von Tafelsilber verwendet. Ein Beispiel hierfür ist der Film Der große Ausverkauf. Im übertragenen Sinn wird Ausverkauf als eine Missachtung aller Werte verstanden.